# Denis Mujagič
Denis Mujagič je chorvatský basketbalista hrající českou Národní basketbalovou ligu za tým BK Synthesia Pardubice. Hraje na pozici křídla. Je vysoký 193 cm, váží 87 kg.

## Kariéra v NBL
- 2003 – 2005 : ČEZ Basketball Nymburk
- 2005 – 2007 : BK Synthesia Pardubice

## Statistiky
| Sezóna   | Soutěž      | Odehrané minuty | Průměr na zápas | Body | Průměr na zápas |
| -------- | ----------- | --------------- | --------------- | ---- | --------------- |
| 2003/04  | Mattoni NBL | 1006.4          | 25.2            | 568  | 14.2            |
| 2004/05  | Mattoni NBL | 234.7           | 23.5            | 101  | 10.1            |
| 2005/06  | Mattoni NBL | 1107.3          | 27.7            | 471  | 11.8            |
| 2006/07* | Mattoni NBL | 531.6           | 28.0            | 234  | 12.3            |

 *Rozehraná sezóna - údaje k 20.1.2007 